# Hôtel Claveurier
L’hôtel Claveurier est un hôtel particulier situé à Poitiers, dans le département de la Vienne.

## Histoire
L'hôtel est construit vers 1425 par Maurice Claveurier, lieutenant général de la Sénéchaussée et maire de Poitiers. Il réunit sa maison et celle qu'il acquiert de l'imagier flamand Hennequin de La Porte.
L'imprimerie Faulcon-Barbier y a son siège avant la Révolution.
La façade et la toiture de l'hôtel sont inscrits au titre des monuments historiques par arrêté du 22 novembre 1949.